# 競馬年鑑
競馬年鑑（けいばねんかん）はグリーンチャンネルで放送している競馬の放送番組。

## 概要
中央競馬の重賞にグレード格付けが行われるようになった1984年（昭和59年）から今日まで行われている中央競馬の重賞競走をノーカットで放送している。なお、障害競走の重賞とアラブの重賞は放送されない。
1つの年度につき5-6回程度に分けて、1月の中山金杯・京都金杯から12月の有馬記念・ホープフルステークスまでを開催施行順にノーカットで紹介している。
「競馬年鑑 #1（昭和59年Part1）」から「競馬年鑑 #236（令和6年Part6）」まで放送済みで、「競馬年鑑 #141（平成21年Part1）」からハイビジョン制作となっている。
当年の競馬年鑑については、12月末に集中放送されている。
2025年現在、「競馬年鑑 #236（2024年Part6）」放送後、「競馬年鑑 #1」に溯って放送されている。
また夏季競馬期間中には、この競馬年鑑の姉妹編として「19xx（20xx）上半期重賞リプレー」と題して1-6月に行われたすべての重賞（1回1時間×計3本）、年末年始には「19xx（20xx）GI競走全リプレー」と題し、その年のGI競走（障害戦含む　90分）をノーカットで再放送する番組がある。

## 放送時間
2024年1月より、毎週月曜、火曜、水曜13:00-14:00

## 放送リスト
- 略称
  - C=カップ、S=ステークス
  - T=トロフィー、H=ハンデキャップ

| 昭和59年（1984年）（#1～#5） - Part1 日刊スポーツ賞金杯～マイラーズC - Part2 中山牝馬S～京都4歳特別 - Part3 安田記念～新潟記念 - Part4 小倉記念～デイリー杯3歳S - Part5 エリザベス女王杯～有馬記念 | 昭和60年（1985年）（#6～#10） - Part1 日刊スポーツ賞金杯～中山牝馬S - Part2 弥生賞～京阪杯 - Part3 新潟大賞典～新潟3歳S - Part4 小倉3歳S～エリザベス女王杯 - Part5 京成杯3歳S～有馬記念 | 昭和61年（1986年）（#11～#15） - Part1 日刊スポーツ賞金杯～中山牝馬S - Part2 弥生賞～京阪杯 - Part3 新潟大賞典～新潟3歳S - Part4 小倉3歳S～エリザベス女王杯 - Part5 京成杯3歳S～有馬記念 |

| 昭和62年（1987年）（#16～#20） - Part1 日刊スポーツ賞金杯～ペガサスS - Part2 中日新聞杯～新潟大賞典 - Part3 安田記念～小倉記念 - Part4 新潟3歳S～根岸S - Part5 デイリー杯3歳S～有馬記念 | 昭和63年（1988年）（#21～#25） - Part1 日刊スポーツ賞金杯～ペガサスS - Part2 中日新聞杯～安田記念 - Part3 京阪杯～小倉記念 - Part4 新潟3歳S～根岸S - Part5 デイリー杯3歳S～有馬記念 | 平成元年（1989年）（#26～#30） - Part1 日刊スポーツ賞金杯～ペガサスS - Part2 中日新聞杯～新潟大賞典 - Part3 安田記念～小倉記念 - Part4 新潟3歳S～菊花賞 - Part5 根岸S～有馬記念 |

| 平成2年（1990年）（#31～#35） - Part1 日刊スポーツ賞金杯～ペガサスS - Part2 中日新聞杯～安田記念 - Part3 京阪杯～新潟記念 - Part4 小倉記念～根岸S - Part5 菊花賞～有馬記念 | 平成3年（1991年）（#36～#40） - Part1 日刊スポーツ賞金杯～ペガサスS - Part2 中日新聞杯～安田記念 - Part3 京阪杯～新潟記念 - Part4 小倉記念～デイリー杯3歳S - Part5 根岸S～有馬記念 | 平成4年（1992年）（#41～#45） - Part1 日刊スポーツ賞金杯～アーリントンC - Part2 中日新聞杯～安田記念 - Part3 京阪杯～新潟記念 - Part4 小倉記念～デイリー杯3歳S - Part5 根岸S～有馬記念 |

| 平成5年（1993年）（#46～#50） - Part1 日刊スポーツ賞金杯～アーリントンC - Part2 中日新聞杯～京阪杯 - Part3 安田記念～新潟記念 - Part4 小倉記念～デイリー杯3歳S - Part5 根岸S～有馬記念 | 平成6年（1994年）（#51～#56） - Part1 日刊スポーツ賞金杯～中山牝馬S - Part2 アーリントンC～クリスタルC - Part3 皐月賞～金鯱賞 - Part4 CBC賞～朝日チャレンジC - Part5 神戸新聞杯～根岸S - Part6 菊花賞～有馬記念 | 平成7年（1995年）（#57～#62） - Part1 日刊スポーツ賞金杯～小倉大賞典 - Part2 中山牝馬S～桜花賞 - Part3 クリスタルC～金鯱賞 - Part4 CBC賞～朝日チャレンジC - Part5 神戸新聞杯～菊花賞 - Part6 京成杯3歳S～有馬記念 |

| 平成8年（1996年）（#63～#68） - Part1 中山金杯～アーリントンC - Part2 チューリップ賞～皐月賞 - Part3 ニュージーランドT4歳S～阪急杯 - Part4 マーメイドS～オールカマー - Part5 神戸新聞杯～菊花賞 - Part6 京成杯3歳S～有馬記念 | 平成9年（1997年）（#69～#74） - Part1 中山金杯～アーリントンC - Part2 チューリップ賞～皐月賞 - Part3 ニュージーランドT4歳S～安田記念 - Part4 鳴尾記念～神戸新聞杯 - Part5 札幌3歳S～京成杯3歳S - Part6 エリザベス女王杯～有馬記念 | 平成10年（1998年）（#75～#80） - Part1 中山金杯～チューリップ賞 - Part2 弥生賞～ニュージーランドT4歳S - Part3 シルクロードS～鳴尾記念 - Part4 マーメイドS～札幌3歳S - Part5 セントライト記念～エリザベス女王杯 - Part6 根岸S～有馬記念 |

| 平成11年（1999年）（#81～#86） - Part1 中山金杯～チューリップ賞 - Part2 弥生賞～ニュージーランドT4歳S - Part3 シルクロードS～鳴尾記念 - Part4 マーメイドS～札幌3歳S - Part5 セントライト記念～エリザベス女王杯 - Part6 根岸S～有馬記念 | 平成12年（2000年）（#87～#92） - Part1 中山金杯～アーリントンC - Part2 中山記念～皐月賞 - Part3 サンスポ賞4歳牝馬特別～宝塚記念 - Part4 ラジオたんぱ賞～ローズS - Part5 札幌3歳S～京王杯3歳S - Part6 エリザベス女王杯～有馬記念 | 平成13年（2001年）（#93～#98） - Part1 中山金杯～アーリントンC - Part2 中山記念～読売マイラーズC - Part3 皐月賞～エプソムC - Part4 ファルコンS～京成杯オータムH - Part5 セントウルS～アルゼンチン共和国杯 - Part6 ファンタジーS～有馬記念 |

| 平成14年（2002年）（#99～#104） - Part1 中山金杯～アーリントンC - Part2 中山記念～読売マイラーズC - Part3 皐月賞～エプソムC - Part4 ファルコンS～京成杯オータムH - Part5 セントウルS～アルゼンチン共和国杯 - Part6 ファンタジーS～有馬記念 | 平成15年（2003年）（#105～#110） - Part1 中山金杯～アーリントンC - Part2 中山記念～読売マイラーズC - Part3 皐月賞～エプソムC - Part4 ファルコンS～京成杯オータムH - Part5 セントウルS～アルゼンチン共和国杯 - Part6 ファンタジーS～有馬記念 | 平成16年（2004年）（#111～#116） - Part1 中山金杯～アーリントンC - Part2 中山記念～読売マイラーズC - Part3 皐月賞～エプソムC - Part4 ファルコンS～京成杯オータムH - Part5 セントウルS～アルゼンチン共和国杯 - Part6 ファンタジーS～有馬記念 |

| 平成17年（2005年）（#117～#122） - Part1 中山金杯～アーリントンC - Part2 中山記念～読売マイラーズC - Part3 皐月賞～エプソムC - Part4 ファルコンS～京成杯オータムH - Part5 セントウルS～アルゼンチン共和国杯 - Part6 ファンタジーS～有馬記念 | 平成18年（2006年）（#123～#128） - Part1 中山金杯～阪急杯 - Part2 オーシャンS～皐月賞 - Part3 福島牝馬S～CBC賞 - Part4 マーメイドS～京成杯オータムH - Part5 セントライト記念～天皇賞（秋） - Part6 アルゼンチン共和国杯～有馬記念 | 平成19年（2007年）（#129～#134） - Part1 中山金杯～阪急杯 - Part2 オーシャンS～皐月賞 - Part3 福島牝馬S～CBC賞 - Part4 マーメイドS～京成杯オータムH - Part5 セントライト記念～天皇賞（秋） - Part6 アルゼンチン共和国杯～有馬記念 |

| 平成20年（2008年）（#135～#140） - Part1 中山金杯～阪急杯 - Part2 オーシャンS～皐月賞 - Part3 福島牝馬S～CBC賞 - Part4 マーメイドS～朝日チャレンジC - Part5 セントライト記念～ファンタジーS - Part6 京王杯2歳S～有馬記念 | 平成21年（2009年）（#141～#146） - Part1 中山金杯～阪急杯 - Part2 オーシャンS～皐月賞 - Part3 福島牝馬S～CBC賞 - Part4 マーメイドS～京成杯オータムH - Part5 セントライト記念～ファンタジーS - Part6 京王杯2歳S～有馬記念 | 平成22年（2010年）（#147～#152） - Part1 中山金杯～阪急杯 - Part2 オーシャンS～皐月賞 - Part3 福島牝馬S～CBC賞 - Part4 マーメイドS～京成杯オータムH - Part5 セントライト記念～みやこS - Part6 京王杯2歳S～有馬記念 |

| 平成23年（2011年）（#153～#158） - Part1 中山金杯～阪急杯 - Part2 オーシャンS～フローラS - Part3 福島牝馬S～CBC賞 - Part4 マーメイドS～京成杯オータムH - Part5 セントライト記念～アルゼンチン共和国杯 - Part6 みやこS～有馬記念 | 平成24年（2012年）（#159～#164） - Part1 中山金杯～阪急杯 - Part2 オーシャンS～皐月賞 - Part3 福島牝馬S～マーメイドS - Part4 函館スプリントS～小倉2歳S - Part5 セントウルS～みやこS - Part6 京王杯2歳S～阪神C | 平成25年（2013年）（#165～#170） - Part1 中山金杯～阪急杯 - Part2 オーシャンS～皐月賞 - Part3 福島牝馬S～マーメイドS - Part4 ユニコーンS～小倉2歳S - Part5 セントウルS～みやこS - Part6 京王杯2歳S～阪神C |

| 平成26年（2014年）（#171～#176） - Part1 中山金杯～阪急杯 - Part2 オーシャンS～皐月賞 - Part3 福島牝馬S～マーメイドS - Part4 ユニコーンS～小倉2歳S - Part5 セントウルS～みやこS - Part6 デイリー杯2歳S～有馬記念 | 平成27年（2015年）（#177～#182） - Part1 中山金杯～阪急杯 - Part2 オーシャンS～皐月賞 - Part3 福島牝馬S～マーメイドS - Part4 ユニコーンS～小倉2歳S - Part5 セントウルS～みやこS - Part6 デイリー杯2歳S～有馬記念 | 平成28年（2016年）（#183～#188） - Part1 中山金杯～アーリントンC - Part2 中山記念～桜花賞 - Part3 アンタレスS～マーメイドS - Part4 ユニコーンS～紫苑S - Part5 セントウルS～みやこS - Part6 デイリー杯2歳S～有馬記念 |

| 平成29年（2017年）（#189～#194） - Part1 中山金杯～アーリントンC - Part2 中山記念～アンタレスS - Part3 皐月賞～マーメイドS - Part4 ユニコーンS～紫苑S - Part5 セントウルS～みやこS - Part6 デイリー杯2歳S～ホープフルS | 平成30年（2018年）（#195～#200） - Part1 中山金杯～オーシャンS - Part2 チューリップ賞～福島牝馬S - Part3 フローラS～宝塚記念 - Part4 ラジオNIKKEI賞～セントライト記念 - Part5 オールカマー～JBCレディスクラシック - Part6 デイリー杯2歳S～ホープフルS | 令和元年（2019年）（#201～#206） - Part1 中山金杯～阪急杯 - Part2 オーシャンS～アンタレスS - Part3 福島牝馬S～ユニコーンS - Part4 函館スプリントS～セントウルS - Part5 京成杯オータムH～みやこS - Part6 デイリー杯2歳S～ホープフルS |

| 令和2年（2020年）（#207～#212） - Part1 中山金杯～阪急杯 - Part2 オーシャンS～アンタレスS - Part3 福島牝馬S～ユニコーンS - Part4 函館スプリントS～セントウルS - Part5 京成杯オータムH～みやこS - Part6 デイリー杯2歳S～有馬記念 | 令和3年（2021年）（#213～#218） - Part1 中山金杯～阪急杯 - Part2 チューリップ賞～アンタレスS - Part3 福島牝馬S～ユニコーンS - Part4 マーメイドS～セントウルS - Part5 京成杯オータムH～みやこS - Part6 デイリー杯2歳S～ホープフルS | 令和4年（2022年）（#219～#224） - Part1 中山金杯～阪急杯 - Part2 チューリップ賞～アンタレスS - Part3 福島牝馬S～ユニコーンS - Part4 マーメイドS～セントウルS - Part5 京成杯オータムH～みやこS - Part6 デイリー杯2歳S～ホープフルS |

| 令和5年（2023年）（#225～#230） - Part1 中山金杯～阪急杯 - Part2 チューリップ賞～アンタレスS - Part3 福島牝馬S～ユニコーンS - Part4 マーメイドS～セントウルS - Part5 京成杯オータムH～みやこS - Part6 デイリー杯2歳S～ホープフルS | 令和6年（2024年）（#231～#236） - Part1 中山金杯～阪急杯 - Part2 チューリップ賞～アンタレスS - Part3 福島牝馬S～函館スプリントS - Part4 マーメイドS～セントウルS - Part5 京成杯オータムH～みやこS - Part6 デイリー杯2歳S～ホープフルS | 令和7年（2025年）（#237～#239） - Part1 中山金杯～中山記念 - Part2 チューリップ賞～皐月賞 - Part3 福島牝馬S～宝塚記念 |